# Alsen Marketing
Alsen Marketing Sp. z o.o. – jedna z największych polskich sieci franczyzowych, kapitałowo powiązana z przedsiębiorstwem handlu hurtowego AB SA.
Firma zrzesza około 350 salonów komputerowych w 250 miastach w całej Polsce. Oferta sieci obejmuje m.in. produkty IT, elektronikę użytkową (RTV) i AGD.

## Historia
Sieć franczyzowa Alsen powstała w 2003 roku. W czerwcu 2006 roku firma otworzyła sklep internetowy.

## Struktura
Alsen Marketing to spółka z ograniczoną odpowiedzialnością o numerze KRS 0000321159 z siedzibą w Chorzowie. Sieć franczyzowa pod koniec 2011 roku zrzeszała 335 sklepów partnerskich. Salony zlokalizowane są w 250 miastach Polski. Każdy z salonów sieci to Autoryzowany Punkt Sprzedaży i Autoryzowany Punkt Serwisowy. Dopełnieniem aktywności franczyzowej jest sklep internetowy, za pośrednictwem którego możliwe jest zamówienie towarów online i odebranie w wybranym przez siebie sklepie sieci Alsen bez dodatkowych kosztów. Właściciel sklepów internetowych Zadowolenie, Urwis oraz Kakto.

## Działalność
Oferta firmy obejmuje m.in.: komputery i akcesoria komputerowe, multimedia, AGD i RTV, produkty telekomunikacyjne (np. telefony), urządzenia GPS, elektronikę użytkową oraz artykuły biurowe – w sumie ponad 25 tys. produktów.

## Nagrody
- W 2010 roku sieć Alsen została wyróżniona przez czytelników „Rzeczpospolitej” godłem Laur Klienta – Odkrycie roku.
- W 2011 roku sieć zdobyła godło Dobra Marka – Jakość Zaufanie Renoma w podobnym konkursie wśród czytelników Dziennika Gazety Prawnej.
- W 2012 roku sieć zdobyła godło Quality International – Najwyższa Jakość w kategorii QI Services – usługi najwyższej jakości.